# Devil Doll
Devil Doll — итальянско-югославская экспериментальная рок-группа, сформированная человеком под псевдонимом Mr. Doctor (Марио Пансьера). Направление группы сочетает в себе много стилей. В Devil Doll можно услышать готический рок, симфонический рок, арт-рок, прогрессивный рок и другие направления.

## История
Проект начал существовать весной 1987 года, когда Mr. Doctor соединил две версии «кукол» — югославскую (Любляна) и итальянский (Венеция). В этом же году «Куклы» записали альбом The Mark Of The Beast. Эту композицию Mr. Doctor создал в единственном экземпляре, для собственного прослушивания.
На сессию в люблянской Tivoli Studios был приглашён молодой звукоинженер Юрий Тони. Материал ему так понравился, что Юрий остался сотрудничать с Devil Doll на следующие 10 лет.
В 1988 году группа начала работу над новым проектом — The Girl Who Was… Death. Первый официальный альбом вышел на лейбле Hurdy Gurdy, организованным итальянским фан-клубом в Венеции. В конце этого года прошли первые концерты в поддержку альбома. Во время этих концертов были реализованы 150 (из 500) копий альбома, а остальные 350 Mr Doctor собственноручно уничтожил.
В следующем году группа работала над записью 45-минутной композиции, что должна была лечь в основу альбома The Black Holes of the Mind, но проект не был реализован. В 1990 году вышел второй официальный альбом — Eliogabalus. Третий альбом Sacrilegium вышел в 1991 году, а в следующем году его концертная версия. В 1993 году Devil Doll записывает саундтрек к фильма, поставленного самим Mr Doctor — The Sacrilege Of Fatal Arms. Все 900 экземпляров разошлись за несколько дней.
Летом того же года началась запись четвёртого альбома, но когда много работы уже было сделано, на студии произошел пожар, в результате которого Юрий Тони попал в больницу, а все записи сгорели. Mr Doctor долгое время не хотел переписывать все снова, но в 1996 году все же вышел альбом «Dies Irae». Это последний альбом Devil Doll.

### Release hiatus (1996–)
Последний альбом, The Day of Wrath, саундтрек ко второму одноименному фильму  Mr. Doctor, должен был выйти в 1997 году, но так и не был выпущен. 
Несмотря на то, что Devil Doll никогда официально не распускались, со времен Dies Irae ничего не выпускалось. В 2004 году фанат и фан-клуб начали рассылку по почте, чтобы  Mr. Doctor и Devil Doll выпустили больше материала. Письма были напечатаны в книге под названием "A Thousand Letters to Mr. Doctor"("Тысяча писем Mr. Doctor" англ.). Mr. Doctor откликнулся на эти усилия в 2005 году и отправил поклоннику, который начал рассылку, подарок в знак признательности. Этот подарок был личным экземпляром "Sacrilegium" (экземпляр номер 1) Mr. Doctor. Он был сделан вручную и помещен в кожаную коробку, к которой прилагался рисунок ручной работы с подписью и словом "Astonished" ("Изумленный".англ.) 
В 2007 году Mr. Doctor выпустил книгу под названием  "45 Revolutions" под брендом Hurdy Gurdy Books, еще одним подразделением лейбла фан-клуба Hurdy Gurdy, в которой говорилось, что его настоящее имя Марио Панчьера. "45 Revolutions - это полная книга о панке, моде, пауэрпопе, новой волне, NWOBHM и инди-синглах, выпущенная в Великобритании и Ирландии в период с конца 1976 по конец 1979 года. Создавался двадцать лет. 1173 страницы. 4550 цветных фотографий. 2885 черно-белых фотографий. Подробная информация о более чем 3000 синглах более чем 2000 исполнителей. Выпускается только в твердом переплете высшего качества." 
В конце 2008 года Mr. Doctor также дал интервью журналу "Burn", в котором рассказал об истории пяти релизов Devil Doll на обложке переиздания (и ремастера) на японском лейбле "Belle Antique". Он рассказал, что продолжает писать и записывать музыку Devil Doll, хотя и потерял интерес к выпуску пластинок. Он также рассказывает о своем вдохновении и влиянии, а также о своем образовании в области права и криминологии. Mr. Doctor также подписал и собственноручно пронумеровал 50 из 100 проданных бокс-сетов ремастированных компакт-дисков, 30 из которых были проданы членам фан-клуба.

## Участники группы

### Основной состав
- Mr. Doctor – vocals (1989-1996), organ (1989), organ, accordion (1990), lyrics, songwriting, producer, cover concept, lettering (1989-1996)
- Jani Hace – bass (1989, 1996)
- Bor Zuljan – guitars (1989-1996), e-bow (1990), bass (1992, 1993)
- Albert Dorigo – guitars (1989, 1990)
- Edoardo Beato – piano (1989, 1990), keyboards (1990)
- Davor Klaric – keyboards (1989, 1992-1996)
- Lucko Kodermac – drums (1989)
- Roberto Dani – percussion (1989-1993), drums (1990-1993), producer (1990-1992)
- Saša Olenjuk – violin (1989, 1992-1996)
- Katia Giubbilei – violin (1989, 1990)
- Jurij Toni – tuba (1989, 1990), engineering (1989-1996), producer (1992-1996)
- Paolo Zizich – backing vocals, choir (1989-1996), duet (1990, 1992, 1993)
- Mojca Slobko – harp (1989)
- Marian Bunic – conductor (1989-1996), choirs (1989-1993)
- Rick Bosco – bass (1990)
- Francesco Carta – piano (1992-1996)
- Michel Fantini Jesurum – organ (1992-1996)
- Matej Kovačič – accordion (1992, 1993)
- Damir Kamidoullin – cello (1992, 1993)
- Daniele Milanese Fatuzzo – cello (1992, 1993)
- Drago – accordion (1996)
- Roman Ratej – drums (1996)
- Irina Kevorkova – violin (1996)
- Igor Skerianec – cello (1996)
- Fraim Gashi – double bass (1996)
- Norina Radovon – soprano vocals (1996)

### Участники хора
- Beti Roblek (1990)
- Borut Usenik (1990)
- Helena Pančur (1990)
- Valentina Blažinšek (1990)
- Breda Bunič (1990, 1992, 1993)
- Polona Sever (1990, 1992, 1993)
- Grega Oblak (1990, 1992, 1993)
- Jure Strenčan (1990, 1992, 1993)
- Beti Strenčan (1992, 1993)
- Boris Kurent (1992, 1993)
- Mojca Sojer (1992, 1993)

### Другие
- Sergio Sutto – photography (1989, 1996)
- Giampaolo Fallani – artwork (1993), films (1996)
- Rossana Pistolato – artwork (1996)
- Andrea Buffolo – artwork (1996)
- Ermanno Velludo – recordin pipe organ (1996)

## Дискография
- The Mark of the Beast (1988) (существует только одна копия)
- The Girl Who Was… Death (1989)
- Eliogabalus (1990)
- Sacrilegium (1992)
- The Sacrilege of Fatal Arms (1993)
- Dies Irae (1996)